# Less is more
Less is more är inom konst- och arkitekturdebatten en paroll som myntades av den tyske arkitekten Ludwig Mies van der Rohe. Parollen beskriver vikten av formens renhet, för att uppnå den ultimata estetiken.